# Defender (Schiff, 1932)
HMS Defender (H07) war ein Zerstörer der D-Klasse der britischen Royal Navy. Im Zweiten Weltkrieg wurde der Zerstörer mit den Battle Honours „Calabria 1940“, „Spartivento 1940“, „Malta Convoys 1941“, „Matapan 1941“, „Greece 1941“, „Crete 1941“ und „Libya 1941“ ausgezeichnet.
Der Zerstörer wurde auf einer Fahrt zur Versorgung Tobruks von deutschen Bombern am 11. Juli 1941 schwer beschädigt. Der Versuch, das Schiff abzuschleppen, scheiterte nach fünf Stunden und die Vendetta versenkte die Defender vor Sidi Barrani.

## Die Geschichte des Zerstörers
Bei der Bestellung der D-Klasse im Februar 1931 ging auch ein Auftrag für den Bau von zwei Zerstörern an die Werft von Vickers-Armstrong in Barrow-in-Furness (Cumbria). Diese Werft hatte zwischen 1895 und 1911 wenige Zerstörer für die Royal Navy gebaut. Seit 1928 waren mit der Arrow, der Keith, sowie Cygnet und Crescent schon Aufträge für vier Neubauten an diese Werft gegangen. Die Kiellegung der Neubaus mit den Baunummern 674 erfolgte am 22. Juni 1931, der Stapellauf am 7. April 1932 als sechste Defender für die Royal Navy. Diesen 1797 bei der Navy erstmals vergebenen Namen hatte zuletzt der bei Denny gebaute Zerstörer Defender der Acheron-Klasse von 1911 bis 1921 geführt.

Die neue Defender und die bei Thornycroft entstehende Daring liefen am gleichen Tag als erste Schiffe der Klasse vom Stapel. In den Dienst der Navy kam die Defender am 28. Oktober 1932 als erstes Schiff der D-Klasse.

### Einsatzgeschichte
HMS Defender (H07) ersetzte mit ihren Schwesterschiffen in der 1. Zerstörerflottille bei der Mittelmeerflotte bisher dort eingesetzte Zerstörer der V- und W-Klasse. Im Oktober und November 1933 machte die umgerüstete Flottille eine Reise in den Persischen Golf und das Rote Meer. Im Herbst 1934 wurde die neun Einheiten der Flottille auf Marinewerften in Großbritannien für den zukünftigen Einsatz im Fernen Osten überholt. Defender war dazu vom 3. September bis zum 23. Oktober 1934 im Devonport Dockyard. Sie erreichte mit den ersten Schwesterschiffen am 3. Januar 1935 Hongkong, die in der dortigen „8th (1939 dann 21st) Destroyer Flotilla“ erneut Zerstörer der V- und W-Klasse ersetzten. Die Abessinienkrise zwischen dem Vereinigten Königreich und Italien führte im Herbst 1935 zu einer weitgehenden Rückverlegung der Flottille ins Rote Meer und zu einer erneuten Unterstellung unter die Mediterranean Fleet. Defender war vom September 1935 bis zum Juni 1936 im Roten Meer und besuchte anschließend noch britische Häfen in Ostafrika. Von Anfang November 1938 bis Mitte März 1939 wurde die Kesselanlage des Zerstörers auf den Marinewerften in Singapur und Hongkong umfassend erneut. Im August 1939 gehörte der Zerstörer zu der Division der Flottille, die die China Station wegen des drohenden Krieges schon vor Kriegsausbruch zum Mittelmeer verließ.

### Kriegseinsätze
HMS Defender (H07) traf mit den Schwesterschiffen Decoy, Delight und Duchess am 19. September 1939 in Alexandria ein und wurde dann von der Mittelmeerflotte für Überwachungsmaßnahmen und die Suche nach Konterbande auf neutralen Schiffen eingesetzt. Im Januar 1940 verlegte der Zerstörer nach Gibraltar. Das Schiff überwachte die portugiesische Küste, bis es Mitte Februar nach Freetown zur Sicherung von dort startender Konvois verlegt wurde. Im April kehrte die Defender dann aus Westafrika zusammen mit dem Kreuzer Neptune nach Gibraltar zurück, wo sie am 23. April 1940 eintraf. Im Mai wurde sie dann der „10th Destroyer Flotilla“ bei der Mediterranean Fleet zugeteilt. Sie begleitete einen durch Ramillies, Kent und die französische Suffren gesicherten Konvoi mit australischen und neuseeländischen Truppen vom 12. bis zum 17. Mai zusammen mit der Decoy ab Aden durch das Rote Meer nach Suez. Im Roten Meer verstärkten der Kreuzer Liverpool und die Sloop Shoreham zeitweise den Geleitschutz.
Wieder im Mittelmeer beteiligte sich Defender mit Dainty, Ilex und der australischen Voyager an einer groß angelegten U-Jagd-Operation südlich Kreta. Am 27. Juni 1940 konnten Defender, Dainty und Ilex das italienische U-Boot Console Generale Liuzzi versenken. Im Juli nahm die Defender an der Seeschlacht bei Punta Stilo (Kalabrien) teil, wo sie mit neun weiteren Zerstörern, darunter Dainty, den Sicherungsschirm des Verbandes der Mittelmeerflotte um den Träger Eagle bildete. Anschließend wurde der Zerstörer in der Ägäis zur Konvoisicherung eingesetzt, eine Aufgabe, die sie im Oktober auch erneut im Roten Meer erledigte. Ende Oktober gehörte der Zerstörer mit den Kreuzern Coventry, Calcutta, den australischen Zerstörern Waterhen, Vampire und Voyager der 10. Zerstörer-Flottille zur Sicherung des Geleits, das alliierte Truppen nach Kreta brachte, das von britischen und Commonwealth-Truppen besetzt wurde.
Auch bei den weiteren großen Operationen des Jahres nahm die Defender teil. Beim Angriff auf Tarent gehörte sie zur Sicherung der Schlachtschiffe, die beim Vorstoss des Trägers Illustrious zurückblieben. Bei der folgenden Seeschlacht bei Kap Teulada (Spartivento), gehörte sie zur Sicherung der Konvois die nach Westen bzw. nach Osten das Mittelmeer durchquerten. Als sich das Gefecht zwischen der Force H und der italienischen Flotte entwickelte, wich der aus Westen kommende Konvoi ME 4 mit seiner verbliebenen Sicherung von vier Korvetten und den Zerstörern Duncan und Wishart aus. Die Sicherung des Gegenkonvois aus Alexandria mit dem Kreuzer Coventry und den Zerstörern Defender, Greyhound, Griffin, Gallant und Hereward verstärkte seine Sicherung und nahm nicht am Gefecht teil.
Anfang 1941 nahm der Zerstörer in der 10. Zerstörerflottille erneut als Eskorte an einem Malta-Geleitzug (Operation Excess) teil. Auch lief er als eines der ersten Schiffe den Hafen der gerade eroberten Stadt Tobruk an. Die Battle Honour für die Teilnahme an der Schlacht bei Matapan Ende März 1941 erwarb der Zerstörer, obwohl er an den eigentlichen Gefechten nicht beteiligt war, sondern mit den Kreuzern HMS Calcutta und Carlisle sowie den Zerstörern Jaguar und der australischen Vampire einen Konvoi von Alexandria nach Griechenland begleitete und im Bedarfsfall zur Flotte herangezogen worden wären. Bei der Evakuierung des griechischen Festlandes im April 1941 (Operation Demon) und – einen Monat später – der Luftlandeschlacht um Kreta war das Schiff im Dauereinsatz. Anders als viele andere Schiffe erlitt die Defender dabei jedoch trotz massiver Luftangriffe keine größeren Schäden.

Im Juni 1941 gehörte der Zerstörer in der 10. Zerstörerflottille zu den Unterstützungskräften der Navy bei der Eroberung Syriens durch australische, indische und frei-französische Truppen ohne an Gefechten oder Beschießungen beteiligt zu sein.

Zum Monatsende begann der Einsatz des Zerstörers in der Sicherung der Versorgung des belagerten Tobruk. Am 29. Juni lief sie mit dem australischen Zerstörer Waterhen nach Tobruk, als sie von italienischen und deutschen Ju-87-Sturzkampfbombern angegriffen wurden. Die Waterhen wurde durch Nahtreffer schwerst beschädigt, war nicht mehr steuerbar und hatte ein großes Leck im Maschinenraum. Nach dem Ende der Luftangriffe übernahm die Defender große Teile der Besatzung und versuchte die Waterhen abzuschleppen, die aber am folgenden Tag kenterte und vor Bardia sank.

### Das Ende derDefender
Kurze Zeit später, am 11. Juli 1941, ereilte den Zerstörer dann aber ein ähnliches Schicksal. Als er Versorgungsgüter in die belagerte Festung Tobruk bringen sollte, wurde er von einer deutschen Junkers Ju 88 des Lehrgeschwaders 1 unter Gerhard Stamp angegriffen. Die Defender wurde nicht getroffen, aber eine Bombe explodierte unter dem Zerstörer und brach den Kiel. Eintretendes Wasser setzte die Maschine außer Gefecht. Der die Defender begleitende australische Zerstörer Vendetta übernahm die Passagiere und den größten Teil der Besatzung bis auf eine sehr kleine Restbesatzung und versuchte die Defender abzuschleppen. Nach fünf Stunden mussten die Bemühungen vor Sidi Barrani aufgegeben werden, da der beschädigte Zerstörer zu zerbrechen drohte und das Schleppseil riss. Nachdem auch die Restbesatzung abgeborgen war, versenkte Vendetta die Defender auf 31° 45′ N, 25° 31′ O.